# Almensilla
Almensilla ist eine Gemeinde in der Provinz Sevilla in Spanien mit 6.653 Einwohnern (Stand: 2024). Sie liegt in der Comarca Metropolitana de Sevilla in Andalusien.

## Geografie
Sie befindet sich auf einer Höhe von 44 Metern und 16 Kilometer von der Provinzhauptstadt Sevilla entfernt, zwischen den Ortschaften Mairena del Aljarafe, Palomares del Rio, Coria del Rio und Bollullos de la Mitación.

## Geschichte
Die Gemeinde geht auf ein arabisches Landgut (Alquería) zurück und wurde im 15. Jahrhundert von den Christen erobert. Im 17. Jahrhundert gehörte das Gebiet dem mächtigen Adeligen Gaspar de Guzmán, Conde de Olivares. Bis 1837 gehörte der Ort zur Gemeinde Palomares del Río.

## Einwohnerentwicklung
|           | 1877 | 1900 | 1910 | 1920  | 1930  | 1940  | 1950  | 1960  | 1970  | 1980  | 1990  | 2000  | 2010  | 2020  |
| --------- | ---- | ---- | ---- | ----- | ----- | ----- | ----- | ----- | ----- | ----- | ----- | ----- | ----- | ----- |
| Einwohner | 746  | 880  | 959  | 1.079 | 1.199 | 1.308 | 1.298 | 1.339 | 1.463 | 1.550 | 1.807 | 3.368 | 5.756 | 6.304 |
| Häuser    | 218  | 225  | 239  | 252   | 306   | 308   | 344   | 342   | 351   | 371   | 520   | 1.099 | 2.090 | 2.322 |

(Quelle: Instituto Nacional de Estadística (INE))

## Sehenswürdigkeiten
- Kirche Nuestra Señora de la Antigua